# Aillon-le-Vieux
Aillon-le-Vieux är en kommun i departementet Savoie i regionen Auvergne-Rhône-Alpes i sydöstra Frankrike. Kommunen ligger i kantonen Le Châtelard som tillhör arrondissementet Chambéry. År 2022 hade Aillon-le-Vieux 218 invånare.

## Befolkningsutveckling
Antalet invånare i kommunen Aillon-le-Vieux
| Referens: INSEE |